# Satellite Laser Ranging
Satellite Laser Ranging (SLR; deutsch etwa: Satelliten-Laserentfernungsmessung) ist eine hochpräzise Methode der Satellitengeodäsie, bei der mit Hilfe der Laufzeit eines Laserimpulses die Entfernung zwischen einer Bodenstation und einem Satelliten gemessen wird. Hierbei handelt sich um ein Zweiwegemessverfahren.

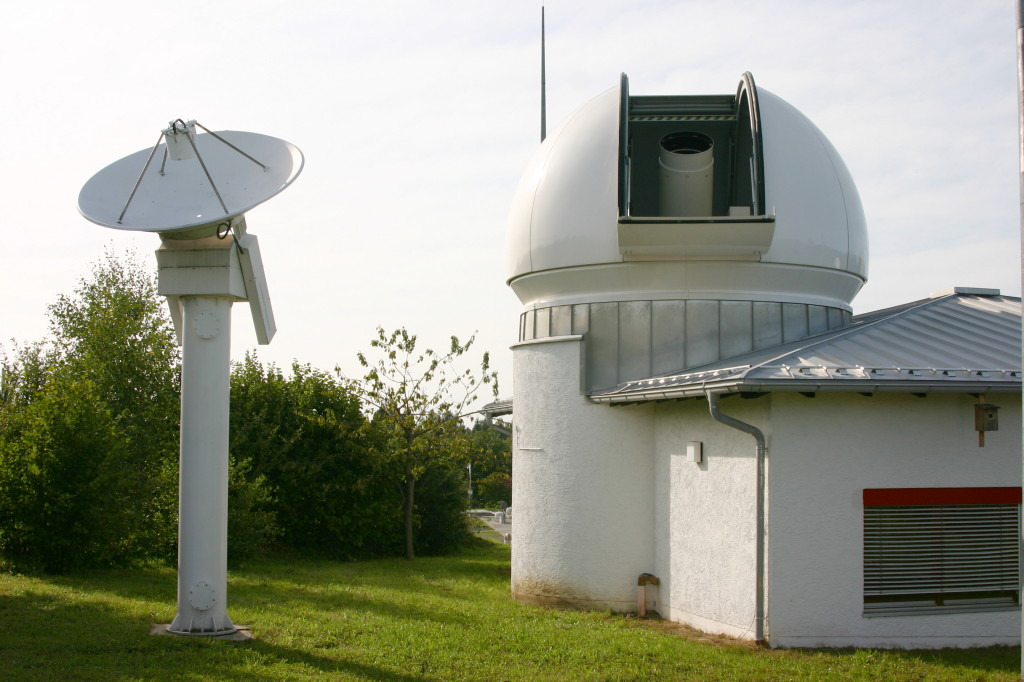
Laser Ranging System des Geodätischen Observatoriums Wettzell in Bayern

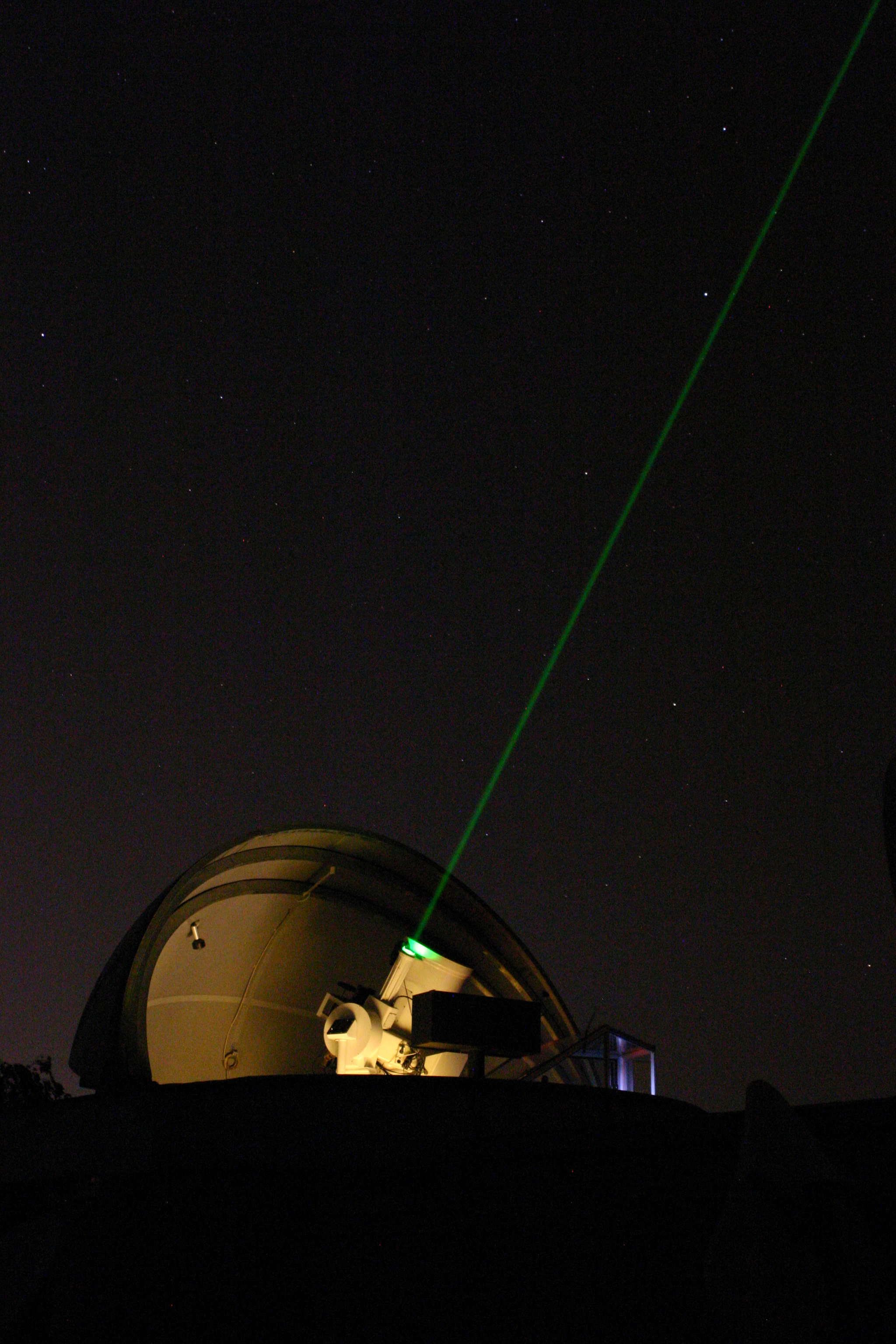
Satellite Laser Ranging der Satellitenstation Graz-Lustbühel in Betrieb

Satellite Laser Ranging dient einerseits zur genauen Bahnbestimmung der Umlaufbahn von geodätischen Satelliten, andererseits zur Punktbestimmung in der Erdmessung und Geodynamik. Daraus können Veränderungen des Erdkörpers und der Erdrotation abgeleitet werden – zusammen mit anderen Verfahren der höheren Geodäsie.

## Grundprinzip
In der Sendeeinrichtung der Bodenstation wird ein kurzer Laserimpuls erzeugt und über ein optisches System zum Satelliten gesendet. Gleichzeitig wird ein elektronischer Zeitintervall-Zähler gestartet. Der vom Satelliten reflektierte Impuls wird über eine Empfangsoptik in der Empfangseinrichtung der Bodenstation registriert, verstärkt, analysiert und dem Zähler als Stoppimpuls zugeführt.
Aus dem registrierten Zeitintervall ergibt sich die Laufzeit Δt des Laserimpulses und über die Ausbreitungsgeschwindigkeit {\displaystyle c} die Entfernung d mit:
{\displaystyle d={\frac {\Delta t}{2}}\cdot c}
Wesentliche Komponenten des Entfernungsmesssystems am Boden sind dementsprechend:
1. Generator und Sender der Laserimpulse einschließlich optischem System und Montierung
2. Detektor und Analysator für zurückkehrende Impulse einschließlich des Empfangssystems
3. Zeitmesseinrichtung für die Laufzeitbestimmung

Zur Steuerung und Überwachung des Systems sowie zur Festlegung der Beobachtungsepochen sind noch weitere Sub-Systeme erforderlich (Rechner, Atomuhren).
Als Weltraumsegment werden Satelliten mit geeigneten Reflektoren benötigt.

## Geschichte
Die Entwicklung von gepulsten Lasern für die Bahnverfolgung von Satelliten begann in den USA bereits um 1961/62 innerhalb des amerikanischen Explorer-Programms. 1964 wurde ein erster Satellit mit Laserreflektoren ausgestattet (BEACON – Explorer – B (BE–B) = Explorer 22). Dieser wurde am 9. Oktober 1964 in eine Umlaufbahn von 1000 km Höhe und 80° Bahnneigung gebracht. Die ersten Laserentfernungsmessungen gelangen 1965 mit einer Genauigkeit von wenigen Metern. Auch Explorer 27 (= BE-C) sowie die beiden GEOS-Satelliten Explorer 29 und Explorer 36 waren mit Laserreflektoren ausgestattet.
Erst die GEOS-Satelliten konnten für die Satellitengeodäsie genutzt werden: einerseits konnte man vorher die Satellitenbahnen nur unzureichend vorherberechnen, andererseits waren die Intervallzähler für die Zeitmessung noch nicht präzise genug und die Zahl der reflektierten Lichtquanten für hohe Satelliten zu gering. Niedrigere Bahnen wiederum bedeuten, dass der Satellit zu rasch über den Himmel läuft (Durchgänge von nur wenigen Minuten) und seine Bahn für eine verlässliche Ephemeride nicht stabil genug ist. Den Durchbruch brachte erst eine verbesserte Steuerungs- und Lasertechnik, kombiniert mit einer genau eingegrenzten und programmierten Torzeit des Empfänger-Teleskops.
In den nachfolgenden Jahren wurden sehr rasche Fortschritte gemacht.
Die Genauigkeit erreichte Mitte der 1970er Jahre etwa einen Meter, heute (2015) ist sie im Millimeter-Bereich angelangt, so dass die Form des Satelliten bereits eine große Rolle spielt. Wenn das Laserecho stark genug ist, misst die Apparatur nur die ersten der zurückkommenden Photonen. Bei Tagbeobachtungen – die seit etwa 1995 möglich sind – wird auch eine größere Zahl der Reflexe analysiert.
An vielen Orten der Welt wurden Laserentfernungsmesssysteme zu Satelliten entwickelt und installiert. Oft handelte es sich dabei um Eigenentwicklungen in Arbeitsgruppen von Observatorien. 1986 waren weltweit etwa 50 leistungsfähige Systeme im Einsatz.

## Einteilung der Lasersysteme
Die erzielbare Entfernungsmessgenauigkeit hängt eng mit der zeitlichen Dauer und Auflösung der Laserimpulse zusammen.
Dabei gilt: 1 Nanosekunde (ns) = 15 cm
Es ist üblich, die verwendeten Lasersysteme je nach Konzept und Leistungsfähigkeit in Gruppen (Generationen) einzuteilen, wobei die Übergänge fließend sind.
1. Generation: Eine Impulsdauer von 10 bis 40 ns entspricht 1,5 bis 6 m Entfernungsmessgenauigkeit; meist Rubin-Laser
2. Generation: Verkürzung der Impulsdauer auf 2–5 ns entsprechend 30–120 cm
3. Generation: Eine Impulsdauer im Subnanosekundenbereich von 0,1 bis 0,2 ns entsprechend 1,5–3 cm; häufig Nd:YAG-Laser

Mit der Genauigkeitssteigerung der Messsysteme ergeben sich weitere Anwendungsgebiete. Insbesondere bei Messgenauigkeiten um 1–3 cm können Satellitenbahnen genauer bestimmt und Beiträge zu geodynamischen Fragestellungen (z. B. Krustenbewegungen) geleistet werden.
Die vom Boden ausgesandten Lichtblitze haben eine kurzzeitige Leistung im Bereich von Gigawatt. Deshalb muss die Beobachtungstätigkeit mit der Flugsicherung genau abgesprochen sein. Zusätzlich gibt es aber eine Abschaltautomatik, sollte ein Flugzeug dennoch in Strahlnähe geraten.

## Lasermesssysteme und Komponenten

### Laseroszillatoren
Herzstück eines Laserentfernungsmesssystems ist der Laseroszillator selbst. Das Kunstwort LASER (Light Amplification by Stimulated Emission of Radiation) bezeichnet Anordnungen zu kohärenten Verstärkung elektromagnetischer Schwingungen im (optischen) Spektralgebiet durch stimulierte Emission.
In der Satellitengeodäsie nutzt man neben der Kohärenz, d. h. der festen Phasenbeziehung zwischen den einzelnen Teilstrahlen, noch zwei weitere Eigenschaften der Laserstrahlung aus, nämlich die hohe Bündelungsschärfe und die hohe Energiedichte. Auf diese Weise gelingt es, extrem kurze Impulse hoher Energiedichte über große Entfernungen zu transportieren.
In der Satellitengeodäsie haben zwei Lasertypen weite Verbreitung gefunden, der Rubinlaser und der Neodymium-YAG(=Yttrium-Aluminium-Granat)-Laser. Die Systeme der 1. und 2. Generation sind fast ausschließlich mit Rubinlasern bestückt, die der 3. Generation weitgehend mit Nd:YAG-Lasern.

### Weitere Systemkomponenten

#### (a) Montierung
Um die Entfernung zu veränderlichen Zielen messen zu können, muss der Lasersendeteil beweglich aufgestellt werden. Dies kann auf einer in Azimut und Höhe verstellbaren Montierung geschehen. Es bietet sich an, den Empfangsteil auf derselben Montierung zu installieren.
Bei Geräten der 1. Generation ist es üblich, den Laseroszillator mit auf der Montierung zu befestigen, Laser der 3. Generation sind sehr empfindlich und müssen in klimatisierter, staubfreier Umgebung aufgebaut sein.
Bei stationären Lasern wird dazu ein gesonderter Raum (Reinraum) genutzt. Die Laserimpulse werden über optische Leiter in das Sendeteleskop geleitet. Die Montierung muss mit genügender Genauigkeit auf das bewegliche Ziel ausgerichtet sein, damit der Laserimpuls den Satelliten trifft.
Bei geringeren Genauigkeitsansprüchen (1. Generation) kann die Nachführung durch visuelle Kontrolle manuell erfolgen. Bei Lasern der 3. Generation, die auch im Tagbetrieb arbeiten, geschieht die Nachführung automatisch aufgrund vorausberechneter Satellitenephemeriden.

#### (b) Lichtempfänger
Die Energie des Laserimpulses pro Flächeneinheit nimmt auf dem Weg zum Satelliten und zurück jeweils mit dem Quadrat der Entfernung ab. Weiterhin wird das Signal durch die Erdatmosphäre geschwächt. Trotz der sehr hohen Ausgangsenergie und starken Bündelung kommt folglich sehr wenig Energie zurück, so dass für größere Satellitenentfernungen eine sehr leistungsfähige Empfangseinrichtung benötigt wird.
Der Empfangsteil besteht aus einem optischen System und einem elektronischen Lichtempfänger. Als optische Systeme kommen Spiegelteleskope oder Fernrohre in Betracht, welche die Photonen des reflektierten Laserimpulses auf den Lichtempfänger fokussieren. Wegen des größeren Öffnungsverhältnis werden Spiegelteleskope großer Apertur bevorzugt, zumal es auf die Messung schwacher Helligkeiten und nicht auf geometrische Qualität ankommt. Zur Vermeidung von Störlicht, wird ein Filter geringer Bandbreite (Δλ ~ 1 nm) für den Frequenzbereich des Laserlichts verwendet.
Als elektronische Lichtempfänger werden Photodetektoren mit sehr kurzer Anstiegszeit wie Photomultiplier (PMT), Mikrokanalplatten-Photomultiplier (MCP-PMT) oder Avalanche-Photodioden (APD) verwendet. Zur Reduktion von Störsignalen wird der Photodetektor nur für eine kurze vorausberechnete Zeitspanne von Δt von 1 bis 10 µs (Mikrosekunden) aktiviert. Die Anstiegszeit sollte 100 bis 300 ps (Pikosekunden) nicht übersteigen.

#### (c) Impulsanalyse
Das zurückgesendete Signal ist aufgrund zahlreicher Störeinflüsse deformiert. Ursachen sind u. a. atmosphärische Störungen, Überlagerung durch Reflexion an mehreren Reflektoren, Relativbewegung von Sender und Reflektor. Zur Festlegung der Impulsmitte ist eine sorgfältige Impulsanalyse erforderlich. Mehrere Verfahren sind möglich. Bewährt hat sich die Festlegung des Schwerpunktes durch Ausmessen der Fläche unter dem Signalverlauf.
Sofern auf der Basis von Einzelphotonen gearbeitet wird (z. B. Lunar Laser Ranging, LLR) entfällt die Pulsanalyse. Es müssen dann Verfahren verwendet werden, die ein Erkennen und Verarbeiten einzelner Photonen erlauben.

#### (d) Zeitbasis
Zur Laufzeitmessung werden elektronische Zähler verwendet, deren Auflösung 10 ps betragen kann. Die Zähler werden von Atomfrequenznormalen gesteuert, die sich durch hohe Kurz- und Langzeitstabilität auszeichnen. Für so eine Zeitbasis kommen Rubidium- und Cäsiumnormale sowie Wasserstoffmaser in Betracht. Die Atomfrequenznormale definieren auch die Stationszeit zur Epochenfestlegung und müssen dann regelmäßig mit übergeordneten Zeitdiensten verglichen werden.

#### (e) Prozessrechner

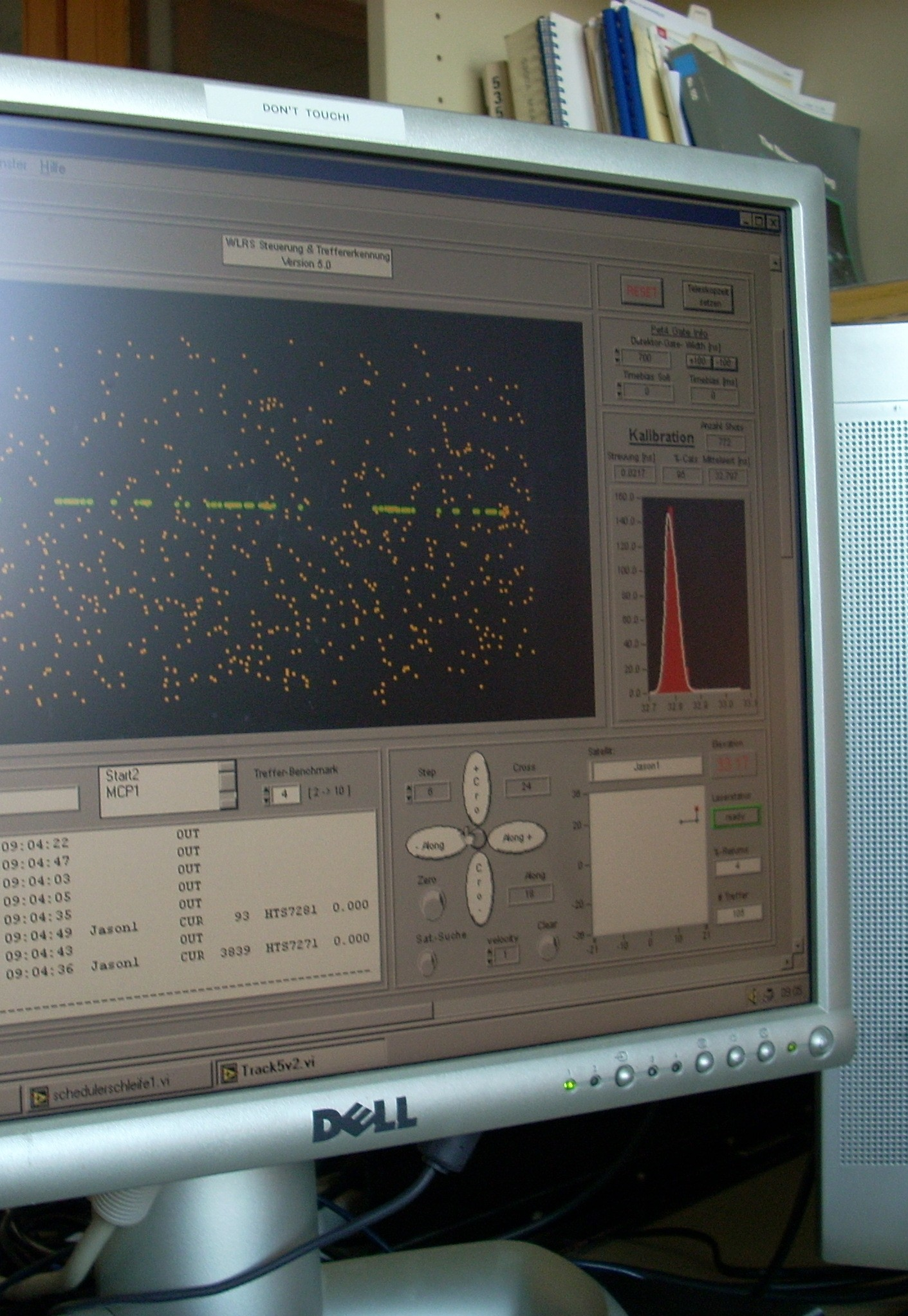
Rauschen bei Tagbeobachtung des Jason 1-Satelliten

Zur Vorausberechnung der Einstellwerte, Nachführung der Montierung, Systemüberwachung, Eichung und Überprüfung der Systemparameter sowie zur Datenaufbereitung und Kontrolle ist ein leistungsfähiger Prozessrechner sowie umfassende Systemsoftware erforderlich.

#### (f) Flugzeugdetektor
In dicht besiedelten Gebieten und in der Nähe von Flughäfen werden gelegentlich Vorkehrungen verlangt, um das Durchfliegen eines Flugzeugs durch den Laserstrahl zu vermeiden. Hierzu kann ein optisches System zur Flugzeugortung eingebaut werden, das automatisch den Laserbetrieb abschaltet.

#### (g) Torzeit und Noise-Analyse
Moderne SLR-Teleskope verwenden dieselbe Optik für Senden und Empfang des Lasers. Die Umschaltung erfolgt mittels Torzeit, jener kurzen Zeitspanne, nach der frühestens mit dem reflektierten Signal zu rechnen ist. Sie dient auch zur Erleichterung der Rausch-Analyse.
Letztere ist bei Tagbeobachtungen wesentlich, wo vom Tageslicht an die tausendmal mehr Photonen eintreffen als vom Satellitenecho. Ein Beispiel der Noise-Analyse zeigt nebenstehendes Bild, wo die Software der Satellitenstation Wettzell aus dem Empfangsrauschen nur jene Photonen durchlässt, die von der Torzeit um höchstens 5 Nanosekunden abweichen.

## Satelliten mit Laserreflektoren

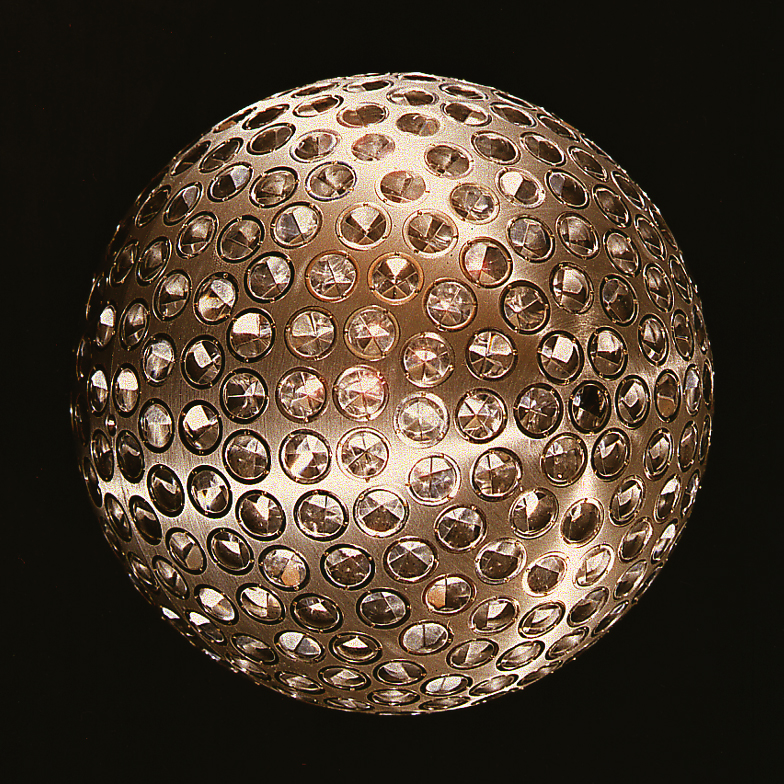
LAGEOS (1975), der bis heute wichtigste Lasersatellit. Gewicht 411 kg bei nur 60 cm Durchmesser, Bahnhöhe 5.000 km

Laserentfernungsmessungen können nur zu Satelliten durchgeführt werden, die mit geeigneten Laserreflektoren ausgerüstet sind. Die Reflektoren haben die Aufgabe, das Licht in dieselbe Richtung zurückzustrahlen, aus der es einfällt. Solche Reflektoren werden auch Retroreflektoren genannt.
Um die gewünschte Messgenauigkeit zu erzielen, müssen Reflektoren für jede Satellitenform und Bahnhöhe sehr sorgfältig entworfen werden. Der Reflektor muss eine ausreichende Größe haben, um genügend Licht zu reflektieren. Hierzu werden zumeist mehrere Einzelreflektoren von 2–4 cm Durchmesser zu bestimmten Anordnungen (Arrays) zusammengefasst. An die korrekte gegenseitige Zuordnung der Einzelreflektoren werden sehr hohe Anforderungen gestellt, um Impulsverformungen durch Signalüberlagerung möglichst gering zu halten. Außerdem muss der Lichtweg im Reflektor bekannt sein.
Da es sich bei Retroreflektoren um passive Systeme handelt, die sich verhältnismäßig einfach als zusätzliche Komponenten an Satelliten installieren lassen, sind heute eine größere Zahl von Raumflugkörpern damit ausgestattet. Bei den meisten so ausgestatteten Satelliten geht es darum, mit Hilfe von Laserentfernungsmessungen genaue Bahninformationen für die eigentlichen Satellitenmissionen zu erhalten. Da diese Satelliten jedoch weitere Aufgaben erfüllen, können die Reflektoren nicht konzentrisch zum Massenzentrum angeordnet werden. Deshalb muss eine eindeutige Beziehung zwischen dem jeweils angemessenen Reflektor und dem Satellitenzentrum aufgestellt werden.
Bei so genannten Lasersatelliten steht die Aufgabe des Laser Ranging im Vordergrund. Dafür muss die Satellitenbahn sehr stabil sein. Daher baut man Lasersatelliten mit einem Kern aus massivem Metall (teilweise sogar besonders dichtem Material wie Uran), so dass bereits ein fußballgroßer Satellit wie Starlette fast 50 kg wiegt. Er erleidet dadurch nur geringe Bahnstörungen durch nicht-gravitative Kräfte (Hochatmosphäre, Lichtdruck, Sonnenwind etc.), und die Bahn kann genauestens bestimmt werden – zum Beispiel für Satellitentriangulation oder zur Berechnung des Erdschwerefeldes.
Von den etwa 20 seit 1970 gestarteten Lasersatelliten sind die wichtigsten:
- LAGEOS (Laser Geodynamics Satellite, USA 1975), ca. 5.000 km hohe Polarbahn, daher eine Lebensdauer von mehreren Millionen Jahren, Durchmesser 60 cm, Masse 411 kg (siehe obiges Bild)
- Starlette (Frankreich, 1975), Bahnhöhe derzeit ca. 900–1100 km, Größe ≈20 cm, 50 kg
- LAGEOS 2 (Italien, 1992), identisch mit dem originalen LAGEOS, Start im Zuge der Space-Shuttle-Mission STS-52
- Stella (identisch mit Starlette), Start 1993 mit der europäischen Trägerrakete Ariane
- ein bulgarischer Satellit (um 1985) und zwei japanische Lasersatelliten.

## Globales SLR-Netz
Zur internationalen Abstimmung der Lasermessungen zu Satelliten wurde in den 1990ern der International Laser Ranging Service (abgek. ILRS) gegründet. Der ILRS organisiert und koordiniert die Laserentfernungsmessungen, um globale geodätische Projekte und Satellitenmissionen zu unterstützen. Er entwickelt auch geeignete Standards und Strategien zur Messung und Analyse, um eine hohe, gleich bleibende Qualität der Daten zu sichern.
Die Messungen der SLR-Stationen, von denen es weltweit einige Dutzend gibt, werden rechnerisch zu präzisen Vermessungsnetzen zusammengeschlossen, woraus Koordinaten und Erdrotation im Millimeter-Bereich abgeleitet werden können. Zu den fundamentalen Produkten des ILRS zählen genaue Ephemeriden (Bahnen) der LASER-Satelliten, die Koordinaten und plattentektonischen Änderungen der Observatorien, Variationen des Geozentrums und des Erdschwerefeldes, sowie Fundamentalkonstanten der Physik, des Erdmondes und der Mondbahn.
Zur Bestimmung der letzteren dient das sog. Lunar Laser Ranging (LLR), also die Entfernungsmessung von terrestrischen Stationen zur Mondoberfläche. Dafür werden einige Laserreflektoren verwendet, die bei Apollo-Missionen und jenen der UdSSR auf dem Mond platziert wurden. Pro ausgesendetem starken Laserpuls werden bei diesen Messungen über die 2-fache Mondentfernung (ca. 750.000 km) nur noch einzelne Lichtquanten empfangen, so dass die Methode insgesamt sehr aufwendig ist. Die Messungen zeigten, dass sich der Radius der Mondbahn jährlich um etwa 40 mm vergrößert.

## Internationaler Erdrotations-Dienst
Da sich alle Laser-Observatorien mit der Erdrotation in 23,9345 Stunden um die Erdachse drehen, kann die Raumlage der Erde aus den Messungen genau bestimmt werden. Dazu dient eine spezielle Dienststelle des IERS
(Internationaler Erdrotationsdienst, International Earth Rotation Service).
Der o.a. ILRS-Dienst (ILRS: International Laser Ranging Service) stellt die gemessenen und in ein einheitliches Modell reduzierten SLR-Daten dem IERS zur Verfügung. Dieser berechnet daraus in kurzen Zeitabständen die drei wichtigsten Erdrotationsparameter (ERP), nämlich die Polkoordinaten x, y (Durchstoßpunkt der Erd(dreh)achse in der Arktis) und die Weltzeitkorrektur dUT1 (Unregelmäßigkeit der Erdrotation).
Das Wertepaar (x, y) variiert örtlich spiralförmig im Rhythmus der Chandler-Periode (etwa 430 Tage, überlagert von einer 365-Tage-Periode), bleiben aber innerhalb eines 20 Meter großen Kreises. Der Wert von dUT1 ändert sich meist monoton (immer in einer Richtung) und ist die Ursache für die sog. Schaltsekunden, um welche die Weltzeit UTC alle 1–3 Jahre zum 31. Dezember oder zum 30. Juni der mittleren Erdrotation nachgeregelt wird.

## Kombination mit verwandten Verfahren
Um die Wetterabhängigkeit des SLR zu überbrücken und die Genauigkeit zu steigern, werden die Laser-Messungen mit anderen Methoden kombiniert. Diese Methoden sind insbesondere
- die VLBI-Radiointerferometrie zu fernen Radioquellen (einigen hundert fast punktförmigen Quasaren)
- das Global Positioning System (GPS) und die verwandten Systeme GLONASS und künftig Galileo,
- das Doppler-Funksystem DORIS und
- das Mikrowellen-System PRARE, das klein genug ist, um damit auch andere Satelliten auszustatten.

Diese verschiedenen Systeme bilden ein ununterbrochenes Monitoring der Erde und werden im Abstand mehrerer Jahre zu einem neuen terrestrischen Bezugssystem vereinigt. Diese Erdmodelle (siehe ITRS und ITRF 2000) haben derzeit weltumspannende Genauigkeiten von wenigen Zentimetern. In einigen Jahren wird das nächste Globalmodell als ITRF 2005 noch genauer sein.
Alle diese Fundamentalsysteme sind neben der Geodäsie auch für andere Disziplinen grundlegend, insbesondere für die Astronomie, die Physik und die Raumfahrt.